# Antonio Altomonte
Antonio Altomonte (Palmi, 25 novembre 1934 – Roma, 1º gennaio 1987) è stato uno scrittore e giornalista italiano.

## Biografia
Iscritto alla facoltà di giurisprudenza dell'Università di Messina, Altomonte coltivò interessi letterari seguendo le lezioni di letteratura di Giacomo Debenedetti. Incominciò a scrivere racconti e articoli su alcuni giornali, prima sulla Gazzetta del Sud e poi sul Tempo.
Nel 1961 si trasferì a Roma per svolgere il lavoro di giornalista. Nel 1964 pubblicò il suo primo romanzo, Il Feudo. Leonida Repaci - nel volume Calabria grande e amara (1964) - lo definì «emblematico ricostruttore di perdute dimensioni». Nel 1965 pubblicò L'Idea del corpo. Nel 1968 sposò Libertaria Falvo. Oltre a scrivere La sostanza bruna (verrà pubblicato nel 1972) si interessò di problemi regionali, curando specifiche antologie. Quella sulla Calabria in collaborazione con Leonida Repaci fu pubblicata nel 1969 col titolo Narratori di Calabria; un'altra sul Lazio uscì nel 1974 col titolo Roma: diario a più voci. Negli anni successivi scrisse un saggio su Leonida Repaci, pubblicato a Firenze nel 1976.
Come giornalista visitò molti paesi stranieri. Durante uno di questi viaggi maturò l'idea di scrivere Dopo il Presidente, in seguito alla morte di Franco in Spagna, e del lento declino di Tito in Iugoslavia. Considerato una metafora del potere, il libro ottenne il premio Viareggio. Continuò ad alternare giornalismo e narrativa. Un altro romanzo gli procurò il premio "Selezione Campiello", Sua Eccellenza. Nel 1982, riunendo in unico volume i tre romanzi già editi: Il Feudo, Adolescenza (già intitolato L'idea del corpo) e Una storia in frantumi (già titolato La sostanza bruna), pubblicò Una stagione sull'altra, che ottenne il Premio Nazionale Letterario Pisa per la narrativa.
Nel 1982 uscì anche Il Magnifico, una biografia di Lorenzo de' Medici, che ottenne il premio "Castiglioncello". Nel 1984 pubblicò Il fratello orientale, vincendo il premio Selezione Campiello e il Premio Letterario Basilicata. Nel medesimo anno scrisse una commedia La parete di vetro. Preparò per la RAI alcuni radiodrammi che furono anche pubblicati su riviste.
Scrisse anche alcune introduzioni: su Benvenuto Cellini, su i due trattati intorno all'oreficeria e alle sue principali arti e sull'arte della scrittura (1983); su Guido Nobile (nel romanzo Senza Bussola del 1979); su De Angelis (nel romanzo Inverno in palude del 1984).
Dante una vita per l'imperatore ottenne "Il Valentino d'oro" e poi il "Fiuggi" per la saggistica nel 1985.
La morte sopraggiunse nella notte tra il 31 dicembre 1986 e il 1º gennaio 1987, all'età di 52 anni, in una clinica romana, dopo una malattia durata oltre un anno. Le sue spoglie furono subito trasferite a Palmi. 
Lo scrittore Carlo Bo ricordò che «certe sue inchieste sono rimaste famose e non potranno essere trascurate neppure in avvenire». I cari tiranni, l'opera che aveva terminato poco prima di morire, fu pubblicata qualche mese dopo la sua morte. Alla sua attività giornalistica appartengono: Viaggio nella cultura italiana, pubblicato nel 1975; Repaci, saggio critico pubblicato nel 1976; L'Intellettuale bifronte, edito nel 1977, vincitore del Premio Nazionale Rhegium Julii; Mafia, briganti, camorra e letteratura, pubblicato nel 1979.

## Opere
- Il Feudo, Torino, Edizioni dell'Albero, 1964.
- L'idea del corpo, Torino, Edizioni dell'Albero, 1965.
- La sostanza bruna, Collana Il girasole, Milano, Bietti, 1972.
- Viaggio nella cultura italiana, Collana Il timone n.46, Milano, Pan Editrice, 1975.
- Rèpaci, La Nuova Italia Editrice, 1976.
- L'intellettuale bifronte, Collana Il timone n.64, Milano, Pan Editrice, 1977.
- Dopo il Presidente, Milano, Rusconi, 1978.
- Mafia briganti camorra e letteratura, Collana Il timone n.93-94, Milano, Pan Editrice, 1979.
- Antonio Altomonte-Domenica Pasculli Ferrara, Basile, Schena Editore, 1979.
- Sua Eccellenza, Milano, Rusconi, 1980.
- Una stagione sull'altra, Collana Biblioteca, Milano, Rusconi, 1981.
- Il Magnifico. Vita di Lorenzo de' Medici, Milano, Rusconi, 1982. - Castelvecchi, Roma, 2013.
- Il fratello orientale, Milano, Rusconi, 1984.
- Dante. Una vita per l'Imperatore, Collana Le Vite, Milano, Rusconi, 1985.
- I cari tiranni, Milano, Rusconi, 1986.